# افيرون ميتشيسون
(نيكولاس) أفريون ميتشيسون (5 مايو 1928 - 28 ديسمبر 2022) هو عالم حيوان وعالم مناعة بريطاني.

## سيرته الشخصية
ولد ميتشيسون في عام 1928، وهو ابن السياسي العمالي ديك ميتشيسون (بارون ميتشيسون من كارادال في مقاطعة أرجيل، الذي توفي عام 1970) وزوجته الكاتبة ناعومي (نيي هالدين). كان عمه عالم الأحياء جي بي إس هالدين وجده عالم وظائف الأعضاء جون سكوت هالدين. إخوته الأكبر هم عالم البكتيريا دينيس ميتشيسون وعالم الحيوان مردوخ ميتشيسون.
كان متزوجًا من لورنا مارغريت مارتن، ابنة اللواء جون سيمسون ستيوارت مارتن، ولديهم خمسة أطفال، تيم، ماثيو، ماري، هانا وإلين. اثنان هما علماء الأحياء الخلوية تيم ميتشيسون وهانا إم ميتشيسون.
تلقى تعليمه في مدرسة لايتون بارك وحصل على منحة دراسية للكلاسيكيات في كلية باليول. حصل على درجة الدكتوراه في الفلسفة من نيو كوليدج، أكسفورد مع الحائز على جائزة نوبل السير بيتر مدوار. تبع ذلك مهنة طويلة كأستاذ لعلم الحيوان في جامعة كوليدج لندن، حيث قام عمه جي بي إس هالدين بالتدريس في المعهد الوطني للأبحاث الطبية في ميل هيل وكمدير مؤسس لمركز أبحاث الروماتيزم الألماني برلين (بالألمانية: Deutsches Rheuma-Forschungszentrum) في ألمانيا. كان أستاذاً فخرياً في جامعة كوليدج لندن.
تشمل مساهمات ميتشيسون في علم المناعة اكتشاف كل من الجرعات المنخفضة وتحمل الجرعات العالية لمستضد واحد، وهي نتيجة مفاجئة في سياق نظرية الانتقاء النسيلي الأساسية، ولكن يمكن فهمها في سياق نظرية الشبكة المناعية. كما كان ميتشيسون أيضًا عضوًا مؤسسًا في الجمعية البريطانية لعلم المناعة جنبًا إلى جنب مع جون همفري، وبوب وايت، وروبن كومبس.

## أبحاثه
اكتشف ميتشيسون انتقال مناعة الزرع عن طريق الخلايا الحساسة، وبالتالي قدم دليلاً يربط مناعة الزرع بتفاعلات فرط الحساسية من النوع "المتأخر"؛ وقد ابتكر طريقة للكشف عن مخاليط الخلايا ذات الأنماط الجينية المختلفة في الجسم الحي واستخدمها لتكون متساوية أولاً في إثبات أن "عامل استرداد الإشعاع" هو طعم من الخلايا الحية وليس عامل خلطي. لقد أجرى التحليل الكمي الأكثر دقة للاحتمال الذي حاول الكثيرون اجراؤه حتى الآن في النظام الخلوي وأثبت ميتشيسون أن استمرار الاحتمال يعتمد على ثبات المستضد.

## الجوائز والتكريمات
أُنتخب ميتشيسون زميلًا للجمعية الملكية (FRS) في عام 1967. وكان أيضًا عضوًا أجنبيًا في الأكاديمية الوطنية للعلوم بالولايات المتحدة الأمريكية. حصل على الدكتوراه الفخرية من معهد وايزمان وفي عام 1995 حصل على جائزة نوفارتيس لعلم المناعة الأساسي.

## جائزة أفيريون ميتشيسون لأمراض الروماتيزم
تكريمًا لكونه مديراً مؤسساً، يمنح مركز أبحاث الروماتيزم الألماني -وهو معهد لايبنيز- سنويًا جائزة باسمه (بالإنجليزية: Avrion Mitchison)‏ للعلماء الشباب الذين يساهمون بشكل كبير في فهم وعلاج الأمراض الروماتيزمية. مؤسسة إرنست شيرينغ تبرعت بالجائزة حتى عام 2018، ويتم منحها الآن من قبل مركز أبحاث الروماتيزم الألماني. الجائزة المالية هي 3000 يورو.

## روابط خارجية
- "Avrion Mitchison interviewed on Web of Stories". Web of Stories. مؤرشف من الأصل في 2023-12-05.
- Avrion Mitchison Prize of the DRFZ Berlin
- In Memoriam Avrion Mitchison: gathering recollections from BSI members